# Copiphora festae
Copiphora festae är en insektsart som beskrevs av Giglio-tos 1898. Copiphora festae ingår i släktet Copiphora och familjen vårtbitare. Inga underarter finns listade i Catalogue of Life.